# Vlčí hřbet
Vlčí hřbet - grzbiet w południowych Karkonoszach, w Sudetach Zachodnich, w północnych Czechach.

## Położenie
Vlčí hřbet leży w południowo-zachodniej części Karkonoszy, stanowi fragment jednostki zwanej Krkonošské rozsochy (Grzbiety Południowe). Od wschodu dolina Jizerki oddziela go od Žalský hřbetu.

## Opis
Składa się on z dwóch stosunkowo krótkich ramion odchodzących od Czeskiego Grzbietu. Vlčí hřeben biegnie od kulminacji Lysá hora w kierunku południowym. Kończy się on szczytem Preislrův kopec. Krótszy Kozelský hřeben odchodzi od szczytu Kotel ku południowemu wschodowi (SSE) i kończy się szczytem Kužel. Oba ramiona rozdzielone są doliną, którą płynie Kozelský potok.

## Budowa geologiczna
Vlčí hřbet zbudowany jest ze skał metamorficznych metamorfiku południowych Karkonoszy. Wiek tych skał określa się jako neoproterozoik oraz starszy paleozoik.

## Wody
Obszar ten należy do zlewiska Morza Północnego. Zachodnia część leży w dorzeczu Izery, a wschodnia jej dopływu Jizerki.

## Ochrona przyrody
Cały grzbiet położony jest na obszarze czeskiego Karkonoskiego Parku Narodowego (czes. Krkonošský národní park, KRNAP).